# Episodi de Le avventure del gatto con gli stivali (prima stagione)
La prima stagione della serie animata Le avventure del gatto con gli stivali, negli Stati Uniti d'America, è stata distribuita dal 16 gennaio al 28 settembre 2015 su Netflix.
In Italia è stata trasmessa su DeaKids dal 27 ottobre al 10 novembre 2015.
| nº | Titolo originale | Titolo italiano                  | Pubblicazione USA | Prima TV Italia  |
| -- | ---------------- | -------------------------------- | ----------------- | ---------------- |
| 1  | Hidden           | Il tesoro di San Lorenzo         | 16 gennaio 2015   | 27 ottobre 2015  |
| 2  | Sphinx           | La sfinge                        | 16 gennaio 2015   | 28 ottobre 2015  |
| 3  | Brothers         | Migliori amici                   | 16 gennaio 2015   | 29 ottobre 2015  |
| 4  | Duchess          | Il segreto dell'oro              | 16 gennaio 2015   | 30 ottobre 2015  |
| 5  | Adventure        | Una super sorpresa speciale      | 16 gennaio 2015   | 31 ottobre 2015  |
| 6  | Fountains        | Il guanto bianco                 | 8 maggio 2015     | 1 novembre 2015  |
| 7  | Bravery          | Un sindaco coraggioso            | 8 maggio 2015     | 2 novembre 2015  |
| 8  | Golem            | Il golem                         | 8 maggio 2015     | 3 novembre 2015  |
| 9  | Boots            | Il vento del diavolo             | 8 maggio 2015     | 4 novembre 2015  |
| 10 | Sword            | La spada nella roccia            | 8 maggio 2015     | 5 novembre 2015  |
| 11 | Mouse            | Il possente Puzzolomeo Tirapesci | 28 settembre 2015 | 6 novembre 2015  |
| 12 | Goblin           | Questione di fiducia             | 28 settembre 2015 | 7 novembre 2015  |
| 13 | Star             | La stella dei desideri           | 28 settembre 2015 | 8 novembre 2015  |
| 14 | Pigs             | Fratelli porcelli                | 28 settembre 2015 | 9 novembre 2015  |
| 15 | Luck             | La maledizione del gatto nero    | 28 settembre 2015 | 10 novembre 2015 |

## Il tesoro di San Lorenzo
Il Gatto con gli Stivali è in una città quando incontra Dulcinea che viene perseguitata dai ladri. Dopo averla salvata, l'aiuta a comprare della seta, ma si preoccupa di poter essere attaccata mentre torna a casa, così la segue nel deserto e attraverso un portale nascosto entra accidentalmente nella leggendaria città di San Lorenzo. Lì incontra i residenti della città che vivono in segreto da molti anni. Dulcinea mostra la stanza del tesoro della città al Gatto, ma quando lui ruba una moneta dalla stanza, inavvertitamente rompe l'incantesimo che ha ammantato la città, e deve difenderlo dai delinquenti in arrivo. In seguito, accetta di restare lì per proteggere la città finché l'incantesimo non sarà ripristinato.

## La sfinge
Per preparare il torrone ai bambini, Gatto prende in prestito da Pajuna dello zucchero che si rivela essere una potente erba energizzante. L'unico rimedio esistente è custodito dalla potente Sfinge. Il problema è che Gatto non è bravo negli indovinelli, ma non lo vuole ammettere.

## Migliori amici
Un ladro misterioso imperversa nella cittadina di San Lorenzo. Il Gatto si attiva per cercarlo e affrontarlo, accompagnato dal maialino Toby.

## Il segreto dell'oro
Duchessa arriva a San Lorenzo sulle tracce di Artephius, un suo ex fidanzato e grande alchimista in grado di trasformare in oro qualsiasi cosa.

## Una super sorpresa speciale
Il Gatto ha nostalgia delle avventure dei vecchi tempi e Dulcinea decide di fargliene rivivere una a San Lorenzo.

## Il guanto bianco
Il Gatto incontra il suo vecchio maestro; El Guante Blanco è anziano e malato e Gatto va alla ricerca della Fonte della Giovinezza.

## Un sindaco coraggioso
Dulcinea e il Gatto escogitano un piano per fare in modo che Mayor Timoroso acquisti fiducia in se stesso e si senta più coraggioso.

## Il golem
Il gigantesco nemico che da anni perseguita il Gatto con gli Stivali è arrivato a San Lorenzo. Con l'aiuto di Artephius, il nostro eroe potrebbe finalmente sconfiggerlo.

## Il vento del diavolo
A San Lorenzo arriva Jacques "Jack" Spigola, vecchio amico e compagno di avventure del Gatto e persona tanto canaglia quanto inaffidabile.

## La spada nella roccia
Dal cielo cade una misteriosa spada conficcata saldamente dentro una roccia. Chi la estrarrà, diventerà l'eroe di San Lorenzo.

## Il possente Puzzolomeo
Un topolino arriva a San Lorenzo e misteriosamente gli abitanti della città vengono trasformati in pietra.

## Questione di fiducia
Clerfida è una piccola folletta orfana che, apparentemente per caso, capita a San Lorenzo e cerca di farsi accettare dalla comunità.

## La stella dei desideri
Dulcinea si sente inutile, d'un tratto trova una stella dei desideri e ne approfitta per esprimere desideri che possano aiutare i suoi amici e tutti gli abitanti della città.

## Fratelli porcelli
Durante il Festival di San Lorenzo i cittadini hanno deciso di onorare il Gatto nominandolo San Lorenziano dell'Anno.

## La maledizione del gatto nero
Un folletto lancia una maledizione sul Gatto con gli Stivali, trasformandolo in un gatto nero. Come risultato, viene evitato da tutti a causa delle credenze che i gatti neri portino sfortuna, e deve trovare un modo per tornare normale, trovandosi alle prese con tre gatti neri che cercano di persuaderlo a una vita criminale.